# Apogonia wakaharai
Apogonia wakaharai är en skalbaggsart som beskrevs av Kobayashi 2010. Apogonia wakaharai ingår i släktet Apogonia och familjen Melolonthidae. Inga underarter finns listade i Catalogue of Life.